# Satyrium monophyllum
Satyrium monophyllum är en orkidéart som beskrevs av Friedrich Fritz Wilhelm Ludwig Kraenzlin. Satyrium monophyllum ingår i släktet Satyrium och familjen orkidéer. Inga underarter finns listade i Catalogue of Life.